# Истогу (футбольный клуб)
Футбольный клуб «Истогу» или просто ФК «Истогу» (алб. Klub Futbollistik Istogu; KF Istogu) — профессиональный косоварский футбольный клуб из города Исток. Клуб основан в 1947 году.

## История
Практически всё время, с момента своего создания, клуб выступал в низших футбольных дивизионах чемпионата Югославии и современного Косово. С 1960-х годов ФК «Истогу» был середняком нижних футбольных дивизионов. 
В 2014 году команда выступала в Суперлиге Косово. ФК «Истогу» не имеет в своей коллекции трофеев, за исключением чемпионства в Первой Лиге Косово в сезоне 2013/14. 
В сезоне 2016/17 клуб занимает 15 место в Первой Лиге.
В сезоне 2007/08 годов лучший в истории клуба бомбардир Суад Салиагич был продан в футбольный клуб «Приштина» за необъявленную сумму, он забил 26 мячей в 11-ти матчах, что является рекордом для чемпионатов Косово.
С 2000 года в ФК «Истогу» появилась организованная фанатская группа, которая называет себя «Troftat» («Форель»). 

## Достижения
- Первая лига
  -  Чемпион (1): 2013/14